# جريمة شمهروش
جريمة شمهروش هي جريمة جنائية هزت الرأي العام المغربي والعالمي وقعت في 17 ديسمبر 2018 عُثر خلالها على جثتين لسائحتين اسكندنافيتين مقطوعتي الرأس في سفوح جبل توبقال بالقربِ من قرية إمليل في جبال الأطلس بالمغرب وهما الشابة الدانماركية لويزا فيسترجر جيسبرسن البالغة من العمر 24 عامًا والشابة النرويجية مارين أولاند البالغة من العمر 28 عامًا.
عقب ذلك، اعتقلت الشرطة المغربية ما مجموعه 18 رجلًا للاشتباهِ في تورطهم في هذهِ الجريمة فيمَا وصفَ المدعي العام المغربي عمليات القتل بأنها عملٌ إرهابي وذلك بعدَ انتشار شريط فيديو يَظهرُ فيهِ بعض المشتبه بهم وهم يُقسمون على الولاء لتنظيم الدولة الإسلامية (داعش).

## خلفية
وُلدت لويزا فيسترجر جيسبرسن (مواليد 1994) في إيكاست بدولة الدنمارك ثمّ التحقت بمدرسة فيستر والتحقت عام 2013 بجامعة إيكاست براند. تُعتبر لويزا من عشاق الترحال والسفر حيثُ كانت تُسافر بشكلٍ دوري لعددٍ من الدول بما في ذلك الأرجنتين وبيرو والنرويج. لقد كانت لويزا فيسترجر جيسبرسن ومارين أورلاند طالبتينِ أيضًا في جامعة جنوب شرق النرويج ووصلَ الثنائي إلى المغرب في 9 كانون الأوّل/ديسمبر كسائحتين؛ حيثُ مكثَا أولًا في مراكش قبل أن تُسافرا معًا إلى إمليل في جبال الأطلس وبالتحديدِ إلى جبل توبقال الذي يُعدّ أعلى قمّة في شمال إفريقيا.
بعدَ انتشارِ خبر مقتلهما؛ انتشرَ فيديو على النت يصوّر أربعة مشتبهٍ بهم يتعهدونَ بالولاء لتنظيم داعش الإرهابية حيثُ تحدثوا عن «الدمار الذي تسببت فيه طائرات التحالف الصليبي» فيما قالَ أحد الذين ظهروا في الفيديو: «سنستمر في قتال أعداء الله أينما كانوا ... ليس لديكم عذر وعليك أن تعلموا أننا سنؤديكم.» فيمَا قال ماغنوس رانستورب وهوَ باحثٌ في كلية الدفاع الوطني السويدية «إن الإرهابيين الذين يهاجمون السياح ليسوا ظاهرة جديدة فهم يهدفون لزعزعة استقرار البلد الذي تقع فيه هذه الهجمات.»
من ناحيّة أخرى؛ يُعتبر المغرب عمومًا وجهة آمنة للسياح حيث وقع آخر هجوم إرهابي في عام 2011 حينَما قُتل 17 شخصًا في انفجار قنبلة في مطعم في مدينة مراكش، وبالرغمِ من ذلك فقد سافرَ أكثر من 1600 شخص من المغرب للانضمام إلى تنظيم داعش والانخراط في الحرب الأهلية السورية. لقد تجاهلت السلطات المغربية في البداية الأشخاص الذين انضموا إلى داعش لكنها أدركت فيما بعد أنه بإمكانهم العودة لارتكاب جرائم إرهابية في المغرب ونتيجةً لذلك عملت على تأسيسِ مكتبٍ تابع للمُخابرات من أجلِ النظر في قضايا العائدين من «مناطق التوتر» وبخاصّة سوريا والعراق.
وفقًا لباحثٍ في المعهد الدانمركي للدراسات الدولية فإنّ السلطات المغربية تسيطر على الوضع الداخلي كما تَتعاون مع السلطات الأوروبية والأمريكية لكنّها فاشلةٌ حينما يتعلّق الأمر بالهجمات الإرهابيّة التي يقودها مغاربةٌ في الخارج كما حصلَ في هجوم جسر لندن عام 2017 والذي قادهُ مغربيانِ وكذا هجمات برشلونة الإرهابية في نفسِ العام كما شاركَ مغاربة في هجوم توركو 2017.

## القتل والتحقيق

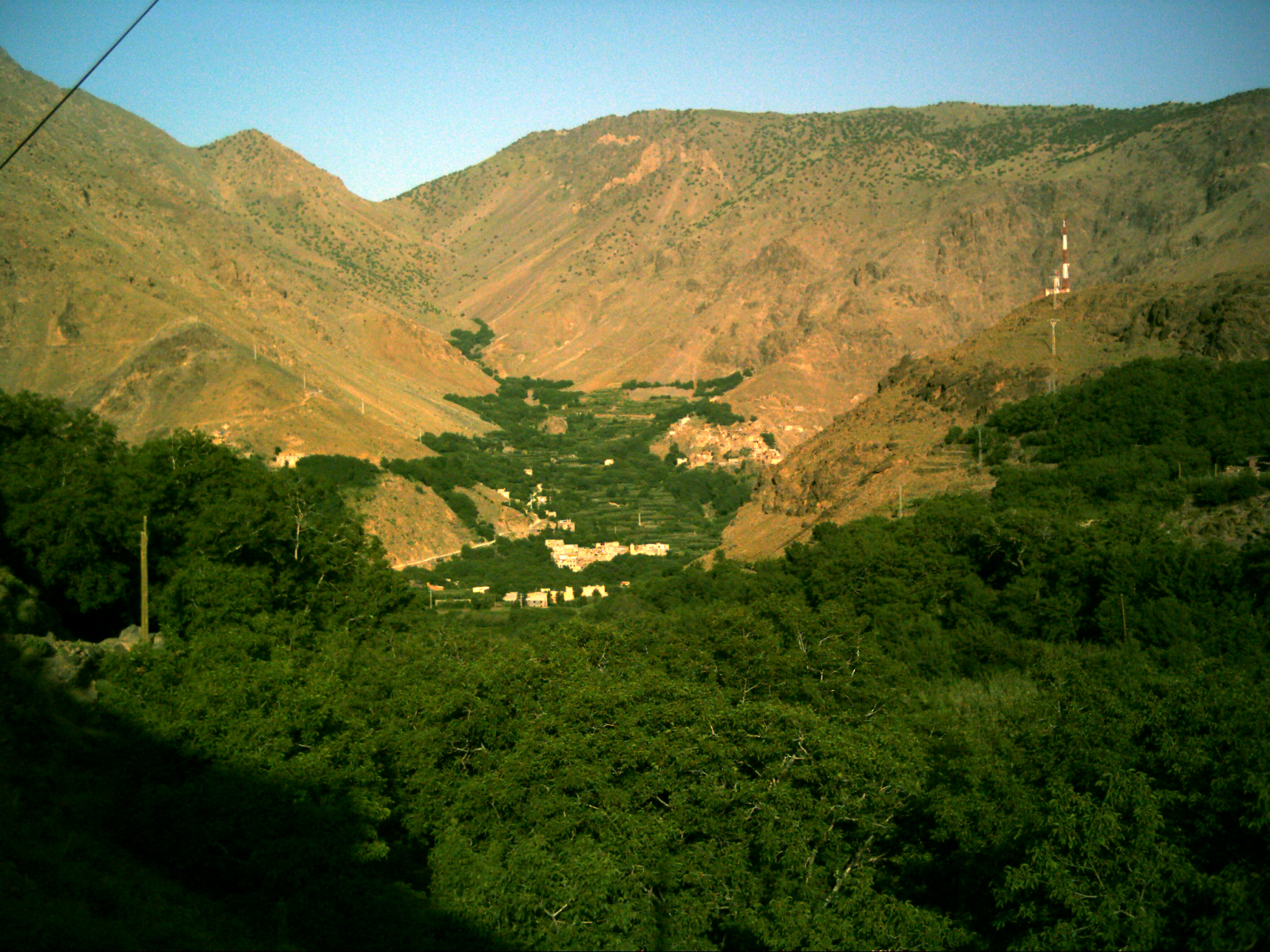
صورة لقرية إمليل والوادي المحيط بها مكان مقتل السائحتين

في صبيحةِ يوم 17 ديسمبر/كانون الأول؛ وجدَ زوجان فرنسيانِ جثتي السائحتين الاسكندنافيتين بالقربِ من خيمةٍ في ممر يربط إمليل بجبل توبقال ثمّ أبلغا الشرطة بذلك. وصلت الشرطة لعينِ المكان وفتحت تحقيقًا في الموضوع ثمّ سرعان ما عثرت على المشتبهِ الأوّل به ويُدعى عبد الرحيم وذلك بعد أن وجدت بطاقة هويّته منسيةً في الخيمة التي وقعت فيها الجريمة. تمّ نشرُ صور المشتبه به في مُختلف أنحاء المدينة ونجحت قوى الأمن في إلقاء القبضِ عليه ليدلها لثلاث مشتبه بهم آخرين تمكّنت قوى الأمن من اعتقالهم أيضًا أثناءَ محاولة هروبهم في حافلة نقلٍ للركّاب كانت متوجهةً لمدينة مراكش. عثرت القوى الأمنيّة على عددٍ من الأسلحة البيضاء في حوزتهم كما اكتشفت أنّ الأربعة قد قاموا بتصوير شريط فيديو قبل أسبوعٍ من الجريمة يتعهدونَ فيه بالولاء لتنظيم الدولة الإسلامية.
بيّنت التحقيقات أنّ القتلة كانوا قد اتفقوا قَبلًا على القيام بعمل إرهابي من خلال استهداف أجهزة الأمن أو السياح الأجانب قبلَ أن يقرروا في نهايةِ المطاف السفر إلى منطقة إمليل للبحث عن الأجانب ومكان استهدافهم. لم يكتفِ الإرهابيون بالجريمة فقط بل عمدوا على تصويرها بالفيديو قبلَ أن تتسرّب بطريقةٍ ما ويتم تداولها على نطاقٍ واسعٍ في مواقع التواصل. في فيديو القتل؛ يُمكن سماع المهاجمين وهم يهتفون «أعداء الله» و«الانتقام لإخواننا في هجين بدير ازور في سوريا». جديرٌ بالذكر أنّ الشرطة المغربية قد اعتقلت فيما بعد عددًا من الأفراد الآخرين الذين يُعتقد أنهم على صلة بالمشتبه بهم.

## الجنازة
تم نقل رفات الضحايا إلى كوبنهاغن في 21 كانون الأول/ديسمبر 2018، حيثُ أُقيمت جنازة جيسبرسن في بلدتها الأم إيكاست بالدنمارك في 12 كانون الثاني/يناير بحضورِ رئيس الوزراء الدنماركي لارس لوكه راسموسن. فيما دُفنت أولاند في 21 كانون الثاني/يناير في جايرين بالنرويج وقد حضر مراسيم الدفن عددٌ من الشخصيّات بمن فيهم وزير الصحة النرويجي والسفيرة المغربية لمياء الراضي.

## ردود الفعل العالمية
قُوبلت أخبار العمليّة الإرهابيّة في المغرب بالغضب والإدانة على نطاق واسع كما لقيَ الحادثُ تغطيةً واسعةً في الصحافة الدولية. أُقيمت وقفة احتجاجية عامّة في مدينة برينه مسقط رأس الشابة أولاند دعماً لعائلتها وأحبائها. كما نُظمت احتجاجات أخرى في الرباط وأمامَ سفارتي النرويج والدنمارك إلى جانب وقفات احتجاجية أخرى في مراكش وإمليل.
بعدَ انتشار فيديو الجريمة والذي يَظهرُ فيه أحد القتلة وهو يقومُ بقطع رأسِ السائحة النرويجية فيما يقومُ زميله بتصويرهِ؛ قامت دائرة التحقيقات الجنائية الوطنية التابعة للحكومة النرويجة بالتحقيقِ فيه ثم خلصت في نهاية المطاف إلى أنّ الفيديو صحيح وما وردَ فيهِ قد حدثَ فعلًا.